# Manfred Rexin
Manfred Rexin (* 10. Mai 1935 in Danzig; † 2. Dezember 2017 in Berlin) war ein deutscher Reporter (RIAS) und Sachbuchautor.

## Leben

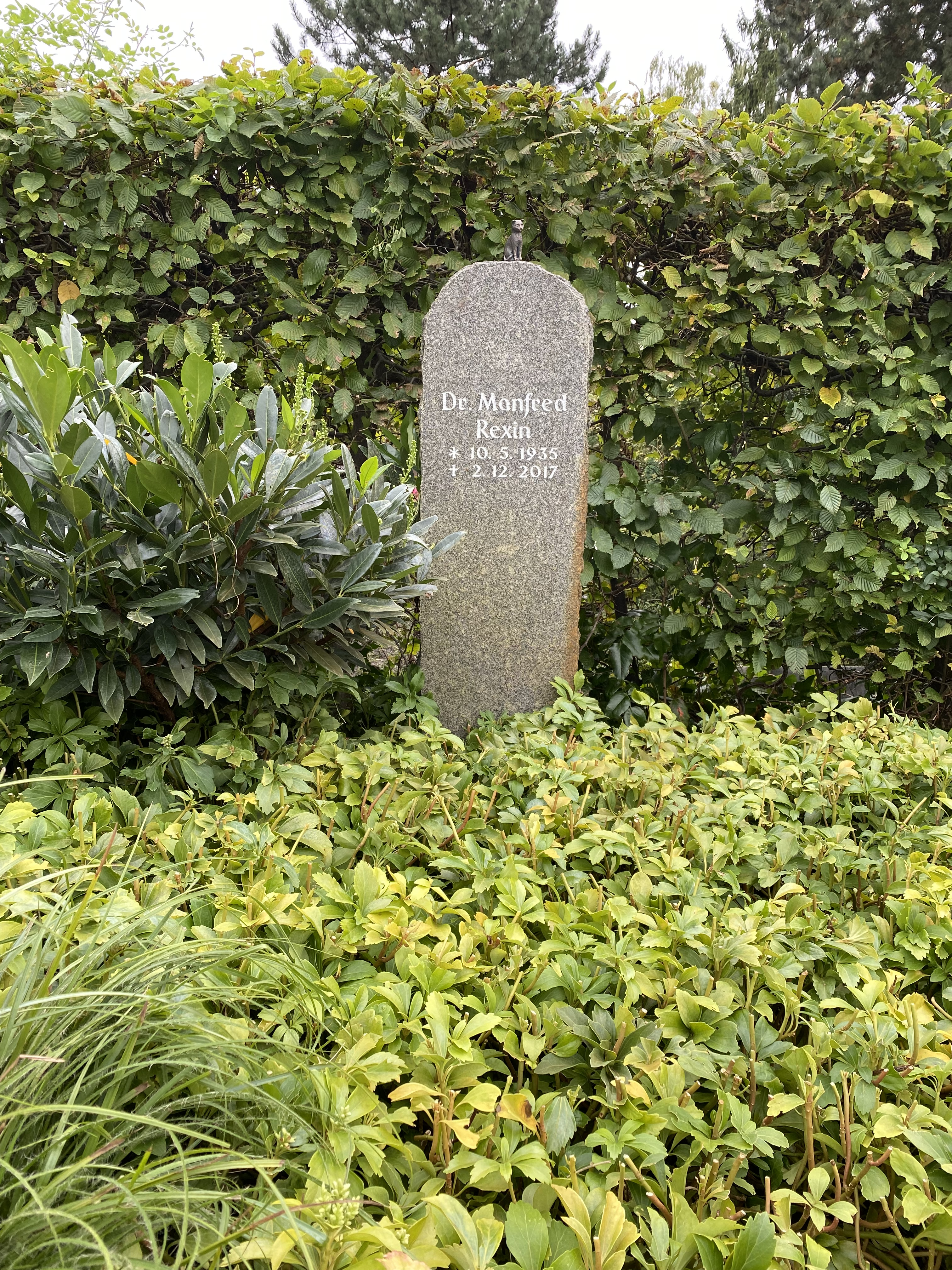
Grabstätte (Feld 014)

Bereits als Redakteur einer Schülerzeitung gehörte Rexin zu den Gründern der Bundesarbeitsgemeinschaft jugendeigener Zeitungen Junge Presse, für deren 600 Mitgliedzeitungen er später in Bonn einen Presseinformationsdienst herausgab. Nach dem Abitur in Flensburg studierte Rexin Volkswirtschaft, Soziologie und Politologie an der Universität Bonn und ab dem Sommersemester 1957 an der FU Berlin, wo er auch Mitglied des SDS und der Deutsch-Israelischen Studiengruppe wurde. 1959 wurde er öffentlich bekannt als Sprecher des von Studenten organisierten Kongresses gegen Atomrüstung.
In den 1960er Jahren war Rexin als freier Journalist für Zeitschriften und Rundfunksender tätig und gleichzeitig politisch aktiv im Berliner Landesvorstand der sozialistischen Jung-Falken. 1967 wurde er Mitbegründer des Republikanischen Clubs. 1970 wurde er Mitglied der Berliner Redaktion des ZDF, für die er Beiträge für die Polit-Magazinsendungen drüben und Kennzeichen D, Zeitzeichen, heute und Länderspiegel lieferte.
Ab 1978 war er Redaktionsleiter des Bildungsprogramms und ab 1989 Chef der Hauptabteilung Kultur und Zeitgeschichte beim Rundfunksender RIAS Berlin.
Rexin war langjähriges Mitglied der Historischen Kommission der Berliner SPD und Mitbegründer des Franz-Neumann-Archivs (FNA). In diesen Funktionen und mit seinen Hörfunk-Dokumentationen trug er dazu bei, die Geschichte der Sozialdemokratie in Berlin zu erforschen.
Seit 1997 war er Mitglied im Medienrat der Medienanstalt Berlin-Brandenburg, den er im Kuratorium der Medienschule Potsdam-Babelsberg vertrat.
Das Otto-Suhr-Institut verlieh ihm 1999 den Titel Doktor honoris causa.
Manfred Rexin verstarb im Alter von 82 Jahren und erhielt seine letzte Ruhestätte auf dem Friedhof Zehlendorf in Berlin.

## Schriften (Auswahl)
- mit Ansgar Skriver: Der Weg zum Massenmord. Hundert Jahre Antisemitismus in Deutschland. 1960
- mit Detlef Prinz: Beispiele für aufrechten Gang: Willi Bleicher. Helmut Simon. Im Geiste Carl von Ossietzkys. Bund-Verlag: Köln 1984, ISBN 3-7663-0601-4
- Die SPD in Ost-Berlin von 1946 bis 1961. Franz-Neumann-Archiv Heft 5, Berlin 1989
- Die Entwicklung der Wissenschaftspolitik in der DDR. In: Wissenschaft und Gesellschaft in der DDR, hg. von Peter Christian Ludz, München 1971, S. 78–121
- Linke Lebensläufe: Erwin Beck, Reinhard Gericke, Alfred Gleitze, Horst Kollat, Edith Walz, Reinhard Walz, Irmgard Weiß, Peter Weiß. FNA 2005

### Herausgeberschaften
- Preussen und die Sozialdemokratie. Berlin 1981

- Gewerkschaftsjugend im Weimarer Staat. eine Dokumentation über die Arbeit der Gewerkschaftsjugend des ADGB in Berlin. 1983
- Radio-Reminiszenzen. Erinnerungen an RIAS-Berlin. 2. Auflage. Vistas, Berlin 2003, ISBN 3-89158-335-4